# علقمة بن مرثد
أبو الحارث علقمة بن مرثد الحضرمي (المتوفي سنة 120 هـ) تابعي كوفي من صغار التابعين، وأحد رواة الحديث النبوي.

## روايته للحديث النبوي
- روى عن: أبي عبد الرحمن السلمي وطارق بن شهاب وعبد الرحمن بن أبي ليلى وسعد بن عبيدة[1] وإبراهيم بن يزيد النخعي وحجر بن عنبس الحضرمي وحفص بن عبيد الله بن أنس بن مالك وزر بن حبيش وسليمان بن بريدة وسويد بن غفلة وعامر الشعبي وعبد ربه الهمداني وعبد الرحمن بن أبزى وعبد الرحمن بن سابط وعبد الملك بن الحارث الحضرمي وعطاء بن أبي رباح وعقبة بن جرول الحضرمي والقاسم بن مخيمرة ومجاهد بن جبر ومحمد الباقر والمستورد بن الأحنف والمغيرة بن عبد الله اليشكري ومقاتل بن حيان وأبي الربيع المدني وأبي رزين الأسدي.[2]
- روى عنه: غيلان بن جامع وأبو حنيفة النعمان وعبد الرحمن الأوزاعي وشعبة بن الحجاج وسفيان الثوري ومسعر بن كدام وعبد الرحمن بن عبد الله المسعودي[1] وأبان بن تغلب وإدريس بن يزيد الأودي وجابر بن يحيى الحضرمي والجراح بن الضحاك الكندي والحسن بن صالح بن حي وحفص بن سليمان القارئ والحكم بن ظهير وأبو سنان سعيد بن سنان الشيباني وأبو سنان ضرار بن مرة الشيباني وعائذ بن نسير العجلي وعبد الله بن عيسى بن عبد الرحمن بن أبي ليلى وعمرو بن قيس الملائي وأبو بردة عمرو بن يزيد التميمي وقعنب التميمي ومحمد بن أبان الجعفي ومحمد بن شيبة بن نعامة وموسى بن عبيدة الربذي.[2]
- الجرح والتعديل: قال عنه أحمد بن حنبل: «هو ثبت في الحديث»،[1][2] وقال أبو حاتم: «صالح الحديث»، وقد وثّقه النسائي، وذكره ابن حبان في كتاب «الثقات»، كما روى له الجماعة.[2]